# Хотерел
Хотерел (рум. Hotărel) — село у повіті Біхор в Румунії. Входить до складу комуни Лунка.
Село розташоване на відстані 368 км на північний захід від Бухареста, 71 км на південний схід від Ораді, 92 км на захід від Клуж-Напоки, 126 км на північний схід від Тімішоари.

## Населення
За даними перепису населення 2002 року у селі проживали 336 осіб, з них 334 особи (99,4%) румунів. Рідною мовою 334 особи (99,4%) назвали румунську.